# ザ・ベスト・シング
ザ・ベスト・シング（The Best Thing）は、アメリカ合衆国のロックバンド、リライアントKによる2007年のシングル。2006年にリリースされたアルバム、「ファイブ・スコア&セブン・イヤーズ・アゴー (Five Score and Seven Years Ago) 」からのシングルである。